# 1948-as palesztin exodus

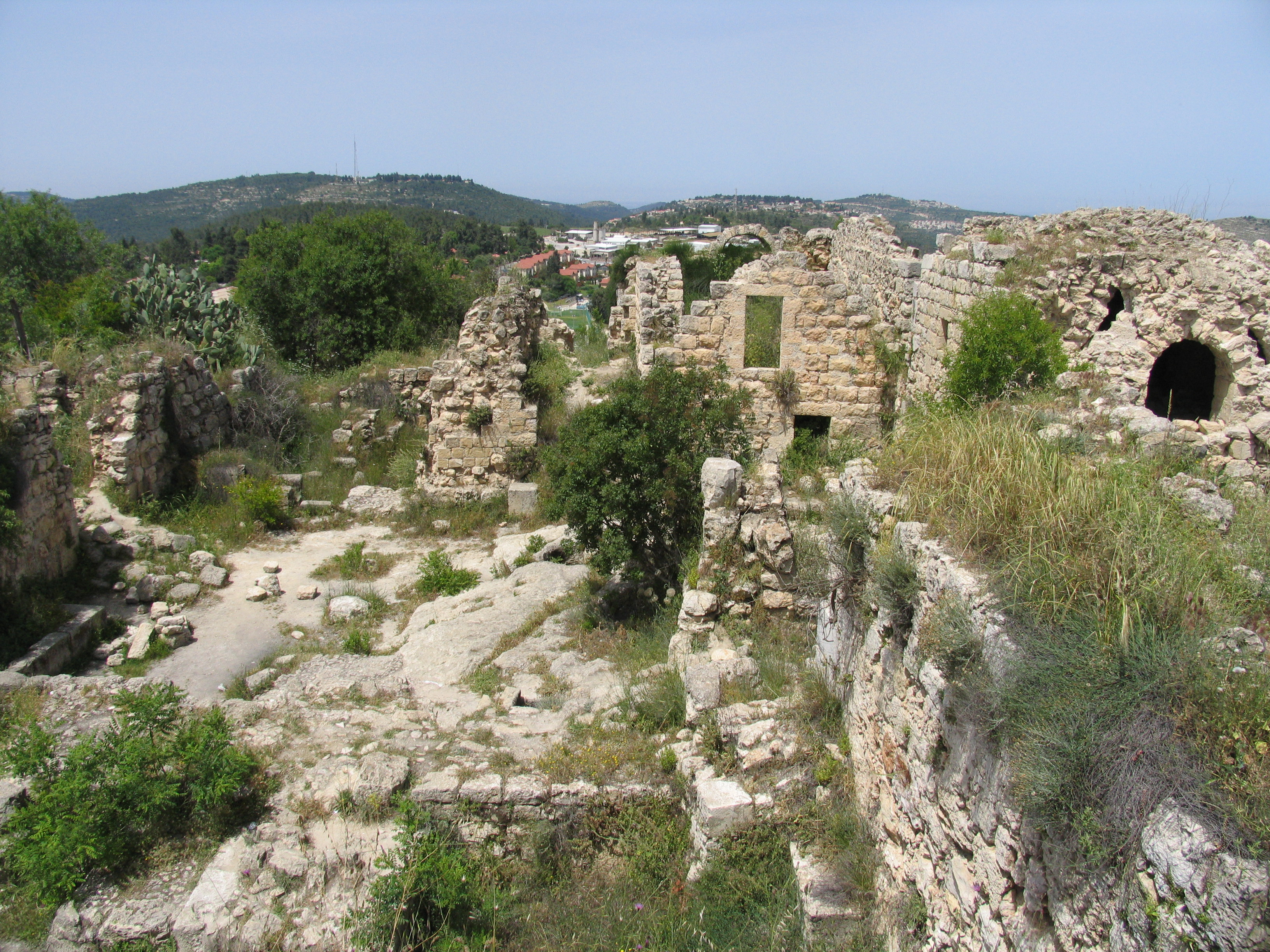
A Jeruzsálem közelében fekvő hajdani palesztin Suba falu romjai, a háttérben a hajdani palesztin falu földjein épült Zova kibuc látható

Az 1948-as palesztin exodus (arabul:: الهجرة الفلسطينية al-Hijra al-Filasteeniya) vagy Nakba a hajdani Palesztin Mandátum területén élő palesztinok szülőföldjükről az 1947–48-as palesztinai háború során zsidó fegyveres csoportok (Irgun, Lehi, Hagana stb.) és az izraeli hadsereg által történt elűzetése és elmenekülése, amit olyan események kísértek, mint a Déir Jászin-i mészárlás.
Az Egyesült Nemzetek Szervezete az Izraelből elmenekült palesztinok számát 1952-ben közelítőleg 880 000 főre becsülte. Nagyjából 160-170 000 palesztinai arab és beduin maradt Izrael területén.
Jelenleg (2024) az ENSZ és szervezetei több mint 5,6 millió palesztin menekültet tartanak nyilván.